# Plaza del Dos de Mayo
La plaza del Dos de Mayo es una plaza del barrio madrileño de Universidad, en el distrito Centro. Fue creada en 1869, en el por entonces denominado barrio de Maravillas, zona que siempre se ha denominado Barrio de Maravillas pero que actualmente algunos han intentado renombrar como Malasaña (por la existencia de una calle con este nombre en el barrio). Popularmente recibe también el nombre de "plaza del Dosde". Rememora la gesta popular del levantamiento del 2 de mayo al inicio de la Guerra de la Independencia de España contra las tropas francesas de ocupación.
Forman su perímetro o desembocan en ella las calles de San Andrés, Daoíz, Velarde, calle de Ruiz, la calle del Dos de Mayo y las antiguas de San José y San Pedro. En una de sus esquinas se conserva la iglesia de los Santos Justo y Pastor (conocida como iglesia de las Maravillas).
En el centro de la plaza ajardinada se conserva el arco monumental que daba entrada al viejo palacio de Monteleón, convertido luego en cuartel de artillería, que antes de la reforma urbana ocupaba este espacio. Bajo el arco, una escultura tallada en mármol por Antonio Solá Llansas en el año 1830, representa a los héroes Daoíz y Velarde. Hace tiempo que la escultura fue vandalizada y perdió su espada, siendo a menudo sustituida por latas o botellas de cerveza.

## Testimonio literario
En el tercer libro de los Episodios Nacionales, Galdós, dando voz a Gabriel Araceli (protagonista de la primera serie de novelas históricas) relata la caída de Daoiz y Velarde en la defensa del Parque de Artillería del Cuartel de Montelón:

"Llegué a la calle en momentos muy críticos. Las dos piezas de la calle de San Pedro habían perdido gran parte de su gente, y los cadáveres obstruían el suelo. La colocada hacia Poniente había de resistir el fuego de la de los franceses, sin más garantía de superioridad que el heroísmo de D. Pedro Velarde y el auxilio de los tiros de fusil. Al dar los primeros pasos encontré uno, y me situé junto a la entrada del parque, desde donde podía hacer fuego hacia la calle Ancha, resguardado por el machón de la puerta.

Llegó el instante crítico y terrible. Durante él sentí una mano que se apoyaba en mi brazo. Al volver los ojos vi un brazo azul con charreteras de capitán. Pertenecía a D. Luis Daoíz, que herido en la pierna, hacía esfuerzos por no caer al suelo y se apoyaba en lo que encontró más cerca. Yo extendí mi brazo alrededor de su cintura, y él, cerrando los puños, elevándolos convulsamente al cielo, apretando los dientes y mordiendo después el pomo de su sable, lanzó una imprecación, una blasfemia, que habría hecho desplomar el firmamento, si lo de arriba obedeciera a las voces de abajo.
En seguida se habló de capitulación y cesaron los fuegos. El jefe de las fuerzas francesas acercose a nosotros, y en vez de tratar decorosamente de las condiciones de la rendición, habló a Daoíz de la manera más destemplada y en términos amenazadores y groseros. Nuestro inmortal artillero pronunció entonces aquellas célebres palabras: «Si fuerais capaz de hablar con vuestro sable, no me trataríais así.» 

El francés, sin atender a lo que le decía, llamó a los suyos, y en el mismo instante... Ya no hay narración posible, porque todo acabó. Los franceses se arrojaron sobre nosotros con empuje formidable. El primero que cayó fue Daoíz, traspasado el pecho a bayonetazos. Retrocedimos precipitadamente hacia el interior del parque todos los que pudimos, y como aun en aquel trance espantoso quisiera contenernos D. Pedro Velarde, le mató de un pistoletazo por la espalda un oficial enemigo.".
Benito Pérez Galdós: El 19 de Marzo y el 2 de Mayo